# Tâm lý bài Nhật ở Trung Quốc

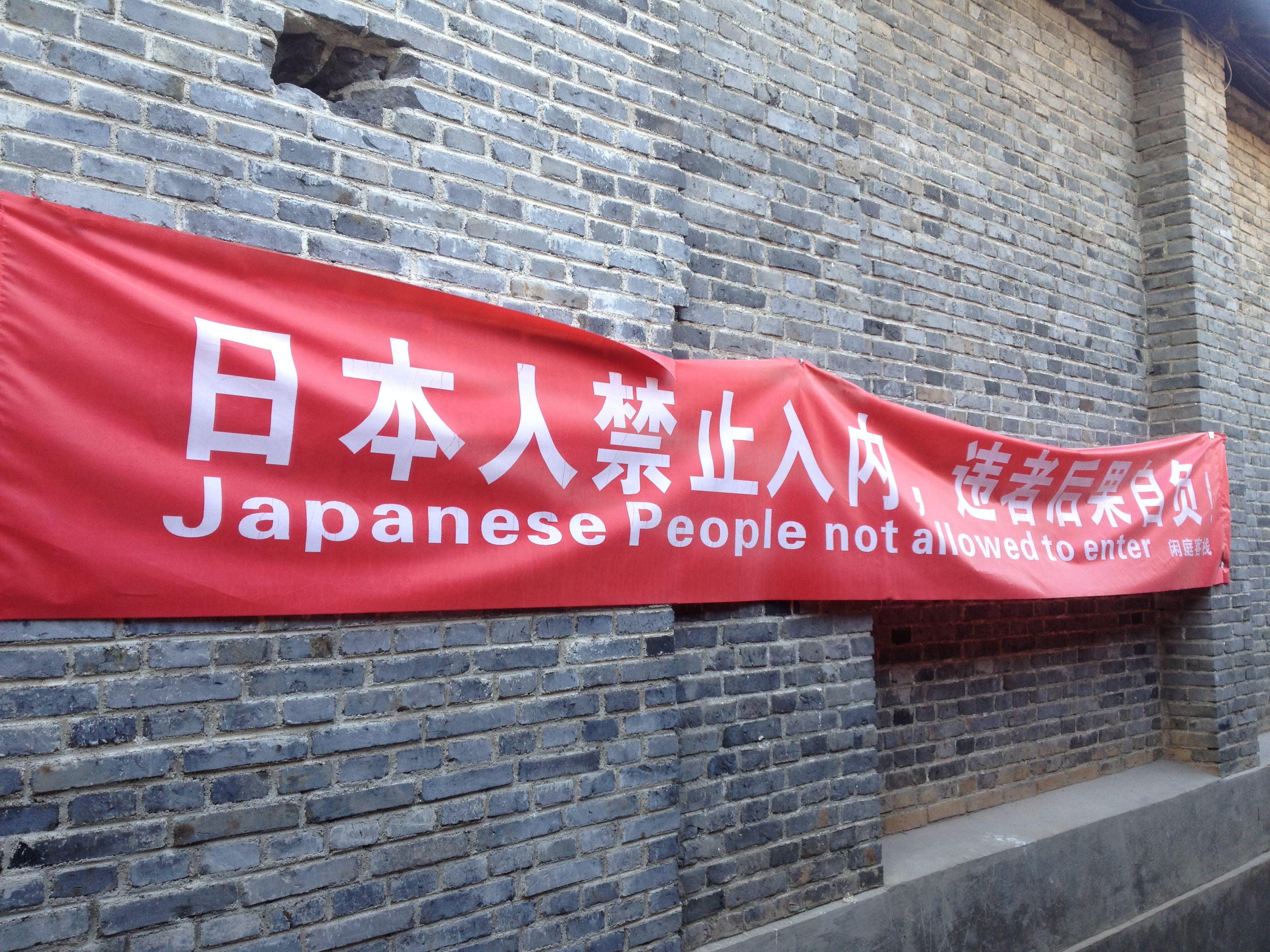
Một biểu ngữ chống Nhật ở Lệ Giang, Vân Nam năm 2013 với nội dung "Cấm người Nhật vào, người vi phạm tự chịu rủi ro."

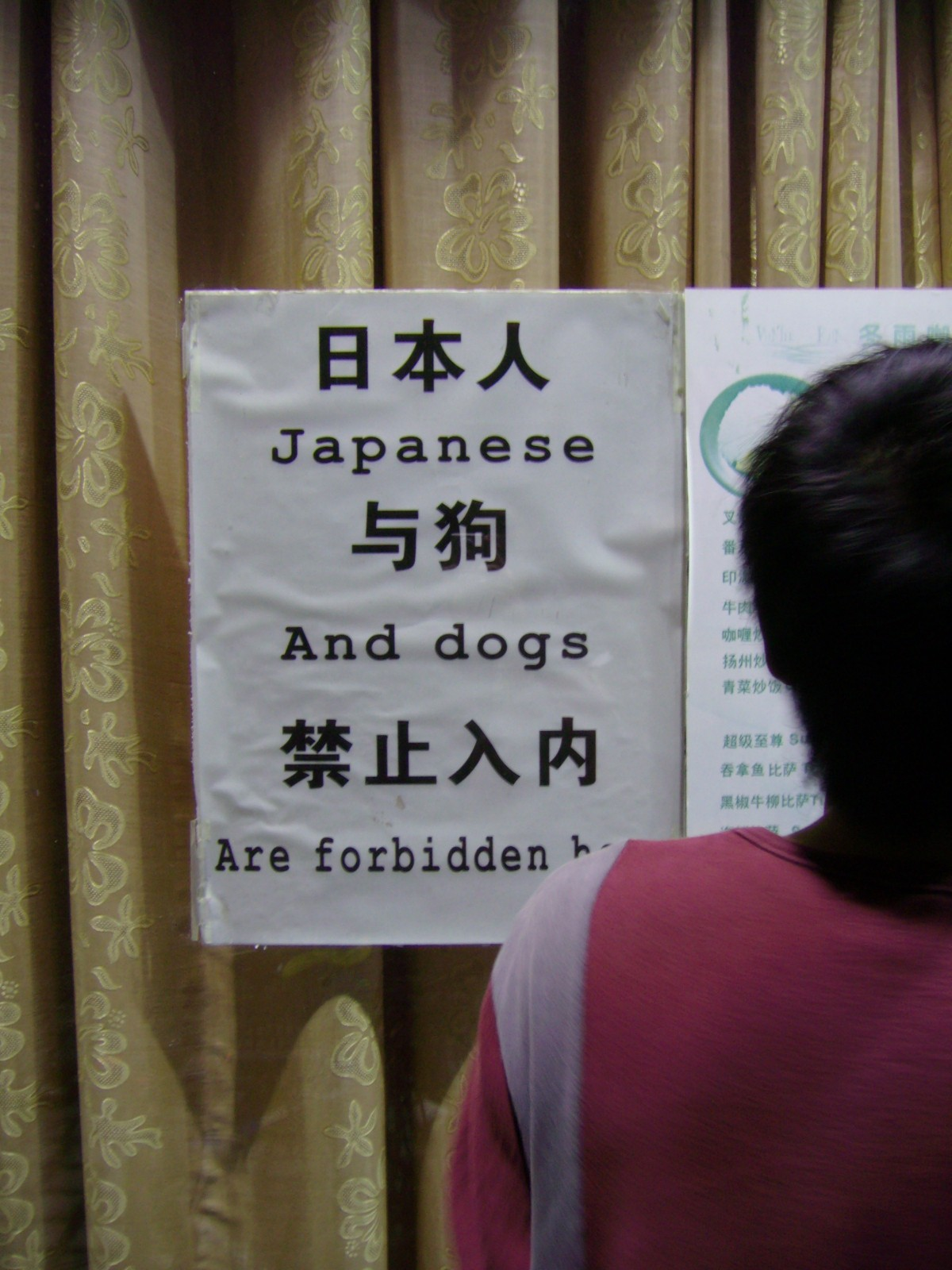
Một bảng hiệu tại một nhà hàng ở Quảng Châu ghi "Cấm người Nhật và chó vào đây." Cụm từ này ám chỉ đến một dấu hiệu trong khu định cư quốc tế Thượng Hải mà bị cho là ghi rằng "Cấm người Hoa và chó vào đây." Tuy nhiên, bảng hiệu của Công viên Hoàng Phố thực sự liệt kê 10 quy định bằng tiếng Anh, lần đầu tiên là: "Vườn được dành riêng cho Cộng đồng nước ngoài", và thứ tư là "Chó và xe đạp không được vào".

Tâm lý chống Nhật ở Trung Quốc là một trong những tinh thần bài ngoại mạnh mẽ nhất trên thế giới. Đó là một vấn đề với nguồn gốc hiện đại (sau 1868). Tâm lý bài Nhật hiện đại ở Trung Quốc thường bắt nguồn từ xung đột lịch sử, đặc biệt là trong các cuộc tranh luận về sách giáo khoa lịch sử Nhật Bản.
Đế quốc Nhật Bản đã giành các nhượng địa ở các khu vực của Trung Quốc vào cuối thời nhà Thanh. Sự không hài lòng với việc giải quyết và Yêu cầu 21 điều của Chính phủ Hoàng gia Nhật đã dẫn đến một cuộc tẩy chay nghiêm trọng các sản phẩm của Nhật Bản ở Trung Quốc vào năm 1915. Hành động tàn bạo của Nhật Bản trong Chiến tranh Trung-Nhật thứ hai đã để lại dấu ấn lâu dài đối với người dân Trung Quốc, sự căm ghét càng thêm trầm trọng thêm bởi những tội ác chiến tranh tiếp theo của Nhật Bản. Tình cảm này cũng có thể ít nhất là ở một mức độ nào đó chịu ảnh hưởng bởi các vấn đề liên quan đến người Hoa ở Nhật Bản. Theo một cuộc thăm dò dịch vụ BBC World Service năm 2014, người Trung Quốc đại lục có thái độ chống Nhật lớn nhất trên thế giới, với 90% người Trung Quốc xem ảnh hưởng của Nhật Bản xấu, và 5% tỏ ra tích cực. Tình cảm chống Nhật ở Trung Quốc là cao nhất trong năm 2014 kể từ cuộc thăm dò lần đầu tiên được thực hiện vào năm 2006 và tăng 16 phần trăm so với năm trước.

## Ảnh hưởng của Chiến tranh thế giới II
Hầu hết các lý do cho tâm lý bài Nhật tại Trung Quốc có thể được truy cập trực tiếp đến cuộc Chiến tranh Trung-Nhật thứ hai, đó là một trong những chiến trường của Thế chiến II. Theo hậu quả của chiến tranh, Trung Quốc đã phải chịu thiệt hại từ 7 đến 16 triệu người và 3 triệu người thiệt mạng. Thêm vào đó, cuộc chiến gây thiệt hại khoảng 383,3 tỷ USD và tạo ra 95 triệu người tị nạn. Mãn Châu dưới sự kiểm soát của người Nhật vào năm 1931 với tư cách là một quốc gia có tên là Mãn Châu Quốc. Nhiều thành phố lớn sau đó, bao gồm Nam Kinh, Thượng Hải và Bắc Kinh đã bị người Nhật chiếm giữ vào năm 1937. Những sự cố đáng chú ý bao gồm cuộc thảm sát Nam Kinh. Ở Mãn Châu, đơn vị 731, một đơn vị y tế của quân đội Nhật, đã nghiên cứu chiến tranh sinh học bằng cách sử dụng thường dân Trung Quốc làm đối tượng thử nghiệm trực tiếp và gọi họ là nhật ký của con người trong các tạp chí y học. Phụ nữ từ nhiều nước châu Á, bao gồm cả Trung Quốc, được làm để làm gái mại dâm trong nhà thổ quân sự (và thường được gọi là "phụ nữ giải khuây") dưới sự chiếm đóng của Nhật Bản.